# Undefeated
Undefeated is een Amerikaanse documentaire, geregisseerd door Daniel Lindsay en T.J. Martin. De film werd uitgebracht op 13 maart 2011, tijdens het South by Southwest. 
De film volgt het American footballteam Manassas Tijgers uit Memphis, een zwaar ondergefinancierde en kansarme club, die dankzij coach Bill Courtney op zoek gaat naar financiële steun. 
Op 26 februari 2012 won de film een Academy Award voor Beste Documentaire tijdens de 84ste Oscaruitreiking.